# Campionato mondiale maschile under 20 di calcio 1977
Il Campionato mondiale di calcio Under-20 1977 è stata la 1ª edizione del Campionato mondiale di calcio Under-20, organizzato dalla FIFA.
Si è svolto dal 27 giugno al 10 luglio in Tunisia ed è stato vinto dall'Unione Sovietica.

## Fase a Gironi

### Gruppo A
| Squadra | Pti | G | V | N | P | GF | GS | DR |
| ------- | --- | - | - | - | - | -- | -- | -- |
| Messico | 4   | 3 | 1 | 2 | 0 | 8  | 2  | +6 |
| Spagna  | 3   | 3 | 1 | 1 | 1 | 3  | 3  | 0  |
| Francia | 3   | 3 | 1 | 1 | 1 | 3  | 3  | 0  |
| Tunisia | 2   | 3 | 1 | 0 | 2 | 1  | 7  | −6 |

| Arbitro: | Orhan Cebe |

|                |           |                       |
| Bacconnier 75' | Marcatori | Escobar 29' Casas 60' |

| Arbitro: | Farouk Bouzo |

|                                                    |           |  |
| Manzo 46', 47' Placencia 48', 69', 72' Garduno 56' | Marcatori |  |

| Arbitro: | Franz Woehrer |

|             |           |               |
| Escobar 46' | Marcatori | Rodríguez 73' |

| Arbitro: | Arturo Andrés Ithurralde |

|  |           |           |
|  | Marcatori | Meyer 20' |

| Arbitro: | Gianfranco Menegali |

|          |           |           |
| Wiss 64' | Marcatori | Moses 70' |

| Arbitro: | Eldar Azim Zade |

|  |           |                 |
|  | Marcatori | Ben Fattoum 52' |

### Gruppo B
| Squadra  | Pti | G | V | N | P | GF | GS | DR |
| -------- | --- | - | - | - | - | -- | -- | -- |
| Uruguay  | 6   | 3 | 3 | 0 | 0 | 6  | 1  | +5 |
| Honduras | 4   | 3 | 2 | 0 | 1 | 3  | 1  | +2 |
| Ungheria | 2   | 3 | 1 | 0 | 2 | 3  | 4  | −1 |
| Marocco  | 0   | 3 | 0 | 0 | 3 | 0  | 6  | −6 |

| Arbitro: | Gerard Racine |

|  |           |             |
|  | Marcatori | Norales 46' |

| Arbitro: | Gianfranco Menegali |

|                           |           |           |
| Diogo 15' Bica 25' (rig.) | Marcatori | Peter 17' |

| Arbitro: | Birame N'Diaye |

|  |           |           |
|  | Marcatori | Nadal 29' |

| Arbitro: | Arnaldo Coelho |

|                      |           |  |
| Kerekes 26' Nagy 56' | Marcatori |  |

| Arbitro: | Sahar El Hawary |

|  |           |                        |
|  | Marcatori | Yearwood 7' Duarte 30' |

| Arbitro: | Farouk Bouzo |

|                                 |           |  |
| Nadal 36' Enrique 44' Ramos 51' | Marcatori |  |

### Gruppo C
| Squadra        | Pti | G | V | N | P | GF | GS | DR |
| -------------- | --- | - | - | - | - | -- | -- | -- |
| Brasile        | 5   | 3 | 2 | 1 | 0 | 8  | 2  | +6 |
| Iran           | 3   | 3 | 1 | 1 | 1 | 4  | 5  | −1 |
| Italia         | 2   | 3 | 0 | 2 | 1 | 1  | 3  | −2 |
| Costa d'Avorio | 2   | 3 | 0 | 2 | 1 | 2  | 5  | −3 |

| Arbitro: | Emmanuel Platopoulos |

|             |           |             |
| Capuzzo 11' | Marcatori | Kouassi 77' |

| Arbitro: | Michel Vautrot |

|                                                           |           |            |
| Guina 22', 29', 39' Paulo Roberto 37' Júnior Brasília 52' | Marcatori | Rajabi 55' |

| Susa 30 giugno 1977 12:00 | Iran         | 0 – 0 referto | Italia | Stade Olympique de Sousse (??? spett.)\| Arbitro: \| Lajos Somlai \| |
| Arbitro:                  | Lajos Somlai |               |        |                                                                      |

| Arbitro: | Mohamed Kadri |

|              |           |            |
| Ya Semon 46' | Marcatori | Cléber 89' |

| Arbitro: | Salem Mahmud Adal |

|                              |           |  |
| Asheri 31', 87' Barzegar 80' | Marcatori |  |

| Arbitro: | Dusan Maksimovic |

|                        |           |  |
| Guina 11' Paulinho 48' | Marcatori |  |

### Gruppo D
| Squadra          | Pti | G | V | N | P | GF | GS | DR |
| ---------------- | --- | - | - | - | - | -- | -- | -- |
| Unione Sovietica | 5   | 3 | 2 | 1 | 0 | 5  | 2  | +3 |
| Paraguay         | 4   | 3 | 2 | 0 | 1 | 6  | 2  | +4 |
| Iraq             | 2   | 3 | 1 | 0 | 2 | 6  | 8  | −2 |
| Austria          | 1   | 3 | 0 | 1 | 2 | 1  | 6  | −5 |

| Arbitro: | Ángel Franco Martínez |

|                           |           |             |
| Petrakov 19', 23' Bal 39' | Marcatori | Munshid 77' |

| Arbitro: | Zoubir Benganif |

|  |           |           |
|  | Marcatori | Morel 62' |

| Arbitro: | Tesfaye Gebreyesus |

|                                           |           |           |
| Munshid 30' Hussain 34', 38', ? Hammadi ? | Marcatori | Weiss 28' |

| Arbitro: | Michel Vautrot |

|               |           |                                |
| Battaglia 38' | Marcatori | Khidiyatullin 29' Bessonov 59' |

| Arbitro: | Ángel Franco Martínez |

|                                           |           |  |
| Salmaniego 26' López 30', 68' Giménez 67' | Marcatori |  |

| Sfax 4 luglio 1977 16:00 | Austria         | 0 – 0 referto | Unione Sovietica | Sfax Stadium (??? spett.)\| Arbitro: \| Mohamed Larache \| |
| Arbitro:                 | Mohamed Larache |               |                  |                                                            |

## Fase a eliminazione diretta
|  | Semifinali             | Semifinali             | Semifinali             |                        |         | Finale          | Finale          | Finale          |  |
|  |                        |                        |                        |                        |         |                 |                 |                 |  |
|  | Messico (dcr)          | Messico (dcr)          | 1 (5)                  |                        |         |                 |                 |                 |  |
|  | Messico (dcr)          | Messico (dcr)          | 1 (5)                  |                        |         |                 |                 |                 |  |
|  | Brasile                | Brasile                | 1 (3)                  |                        |         |                 |                 |                 |  |
|  | Brasile                | Brasile                | 1 (3)                  |                        | Messico | Messico         | 2 (8)           |                 |  |
|  |                        |                        |                        |                        | Messico | Messico         | 2 (8)           |                 |  |
|  |                        |                        | Unione Sovietica (dcr) | Unione Sovietica (dcr) | 2 (9)   |                 |                 |                 |  |
|  | Uruguay                | Uruguay                | Unione Sovietica (dcr) | Unione Sovietica (dcr) | 2 (9)   | 0 (3)           |                 |                 |  |
|  | Uruguay                | Uruguay                |                        |                        |         | 0 (3)           |                 |                 |  |
|  | Unione Sovietica (dcr) | Unione Sovietica (dcr) | 0 (4)                  |                        |         | Finale 3º posto | Finale 3º posto | Finale 3º posto |  |
|  | Unione Sovietica (dcr) | Unione Sovietica (dcr) | 0 (4)                  |                        |         |                 |                 |                 |  |
|  |                        |                        |                        |                        |         |                 |                 |                 |  |
|  |                        |                        |                        |                        |         | Brasile         | Brasile         | 4               |  |
|  |                        |                        |                        |                        |         | Brasile         | Brasile         | 4               |  |
|  |                        |                        |                        |                        |         | Uruguay         | Uruguay         | 0               |  |

### Semifinali
| Arbitro: | Ángel Franco Martínez |

|            |           |                |
| Rergis 53' | Marcatori | Jorge Luís 59' |

| Rades 7 luglio 1977 12:00 | Uruguay             | 0 – 0 (d.t.s.) (3-4 dcr) referto | Unione Sovietica | Stade El Menzah (??? spett.)\| Arbitro: \| Gianfranco Menegali \| |
| Arbitro:                  | Gianfranco Menegali |                                  |                  |                                                                   |

### Finale 3º-4º posto
| Arbitro: | Farouk Bouzo |

|                                                    |           |  |
| Cléber 13' Paulo Roberto 30' Paulinho 53' Tião 69' | Marcatori |  |

### Finale
| Arbitro: | Michel Vautrot |

|                       |           |                   |
| Garduno 50' Manzo 59' | Marcatori | Bessonov 52', 88' |

## Premi
| Scarpa d'Oro | Pallone d'Oro     | Premio Fair Play |
| ------------ | ----------------- | ---------------- |
| Guina        | Vladimir Bessonov | Brasile          |